# Maragusan
Maragusan is een gemeente in de Filipijnse provincie Davao de Oro op het eiland Mindanao. Bij de laatste census in 2007 had de gemeente bijna 52 duizend inwoners.

## Geografie

### Bestuurlijke indeling
Maragusan is onderverdeeld in de volgende 24 barangays:
| - Bagong Silang - Bahi - Cambagang - Coronobe - Katipunan - Lahi - Langgawisan - Mabugnao - Magcagong - Mahayahay - Mapawa - Maragusan | - Mauswagon - New Albay - New Katipunan - New Man-ay - New Panay - Paloc - Pamintaran - Parasanon - Talian - Tandik - Tigbao - Tupaz |

## Demografie
Maragusan had bij de census van 2007 een inwoneraantal van 51.547 mensen. Dit zijn 5.610 mensen (12,2%) meer dan bij de vorige census van 2000. De gemiddelde jaarlijkse groei komt daarmee uit op 1,60%, hetgeen lager is dan het landelijk jaarlijks gemiddelde over deze periode (2,04%). Vergeleken met de census van 1995 is het aantal mensen met 10.713 (26,2%) toegenomen.

De bevolkingsdichtheid van Maragusan was ten tijde van de laatste census, met 51.547 inwoners op 394,27 km², 130,7 mensen per km².